# Pyropyga decipiens
Pyropyga decipiens is een keversoort uit de familie glimwormen (Lampyridae). De wetenschappelijke naam van de soort werd voor het eerst geldig gepubliceerd in 1836 door Harris.